# Авраам Крескес
Авраам Крескес (справжнє ім'я Крескес (син) Авраама, кат. Cresques Abraham [ˈkɾeskəs əβɾəˈam] 1325, Пальма — 1387) — єврейський картограф та виробник навігаційного обладнання з міста Пальма на о. Майорка, що на той час входив до складу Корони Арагону. Вважається найвидатнішим представником Майорканської картографічної школи. Разом зі своїм сином Єгудою Крескесом створив у 1375 році знаменитий Каталанський атлас.

## Особисте життя
Вмів малювати карти і збирати годинники, компаси та інші навігаційні інструменти, був головним членом картографічної школи на Мальорці.
Його справжнє ім'я Еліша (інші звали його Крескесом), син Равві Авраама син Равві Бенавісте, син Равві Еліша. Йому дали ім'я Еліша, коли він досяг повноліття, але він був відомий як Авраам Крескес (Крескес — це його ім'я від народження, Еліша — релігійна, Авраам — його батька), але в пізніших книгах часто переставляється порядок його імен. Його син, Єгуда Крескес також був прекрасним картографом.

## Каталанський атлас
У 1375 році Крескес і його син Єгуда отримали розпорядження від арагонського принца Хуана (майбутнього короля Арагону Хуана I) виготовити карту, яка не була б схожа на звичайні портолани тих часів і зображувала «схід і захід і все, що від йде від Гібралтару до заходу». За виконану роботу Крескесу і Ієгуді повинні були заплатити 150 арагонських золотих флоринів і 60 майорканських фунтів, відповідно, як було зазначено в документах самого принца і його батька, Педро IV, короля Арагонського. Принц Хуан мав намір подарувати карту своєму кузену (який пізніше став Карлом VI, королем Франції). В цьому ж 1375 році Крескес та Єгуда у себе вдома, в єврейському кварталі Пальми зобразили на чотирьох аркушах пергаменту карту світу і ще на двох супровідні описи, які разом становили Каталонський атлас.

## Роботи, приписані Крескесу
Крім Каталанського атласу 1375 року, Аврааму Крескесу або його майстерні приписують також ще п'ять інших збережених дотепер карт. Як і Каталанський атлас, інші п'ять карт (чотири партулана і фрагмент mappa mundi) не підписані і не датовані, дату їх створення визначають десь між 1375 і 1400.
- «Каталанський атлас», 1375, 6 листів пергаменту, карта від Атлантичного океану до Китаю, зберігається в Національній бібліотеці Франції в Парижі.
- «Венеційська карта», 1375—1400 рр., Партулан (без Північної Європи), зберігається (It.IV, 1912) в Бібліотеці Марчіано, Венеція, Італія
- «Флорентійська карта», 1375—1400 рр., Партулан (тільки захід Середземномор'я), зберігається (Port.22) в Національній центральній бібліотеці, Флоренція Італія
- «Неаполітанська карта», 1375—1400 рр., Партулан, зберігається (ms.XII.D102) в Національній Бібліотеці Віктора-Еммануїла III в Неаполі, Італія
- «Стамбульська карта», 1375—1400 рр., Фрагмент mappa mundi, зберігається (1828) в Топкапи в Стамбулі, Туреччина
- «Паризька карта», 1400, Партулан, зберігається (AA751) в Національній бібліотеці Франції в Парижі.

Згідно з Кемпбеллом, чотири парталана належали мастеровому Крескеса. Неапольські та паризькі креслення більш прикрашені, ніж два інших, як і паризька карта зокрема (1400), але вони виглядають більш схожими на каталонський Атлас. Однак, приписування авторства Крескесу — це лише припущення. Як зауважив Кемпбелл: «Ці креслення схожі один з одним, це очевидно. Але важко щось сказати тільки після аналізу кольору, напевно, що ці чотири карти були зроблені в одній майстерні».

## Українські землі на картах Крескеса
В Каталанському атласі поміщена мапа «Panel 4 — Eastern Europe» (Східна Європа), що має червоно-синій напис «ROSSIA» (РУСЬ) (на правому березі Дніпра). На карті зображено Львів (cintat de Leo) (одне із перших зображень Львова — карта-портолан Середземного та Чорного морів, авторства Анджеліно Далорто, 1339 р.), Київ (Chiva). Львів позначено як європейське місто із прапором, герб якого зустрічається в кастильському гербовнику «Книга знань про всі королівства». Київ розміщено в середній течії Дніпра. В українських причорноморських степах, на Лівобережжі — країна «CCUMANIA», на Правобережжі — країна «BURGARIA», на схід від Куманії (CCUMANIA) — країна «ALIANIA» (Аланія)..

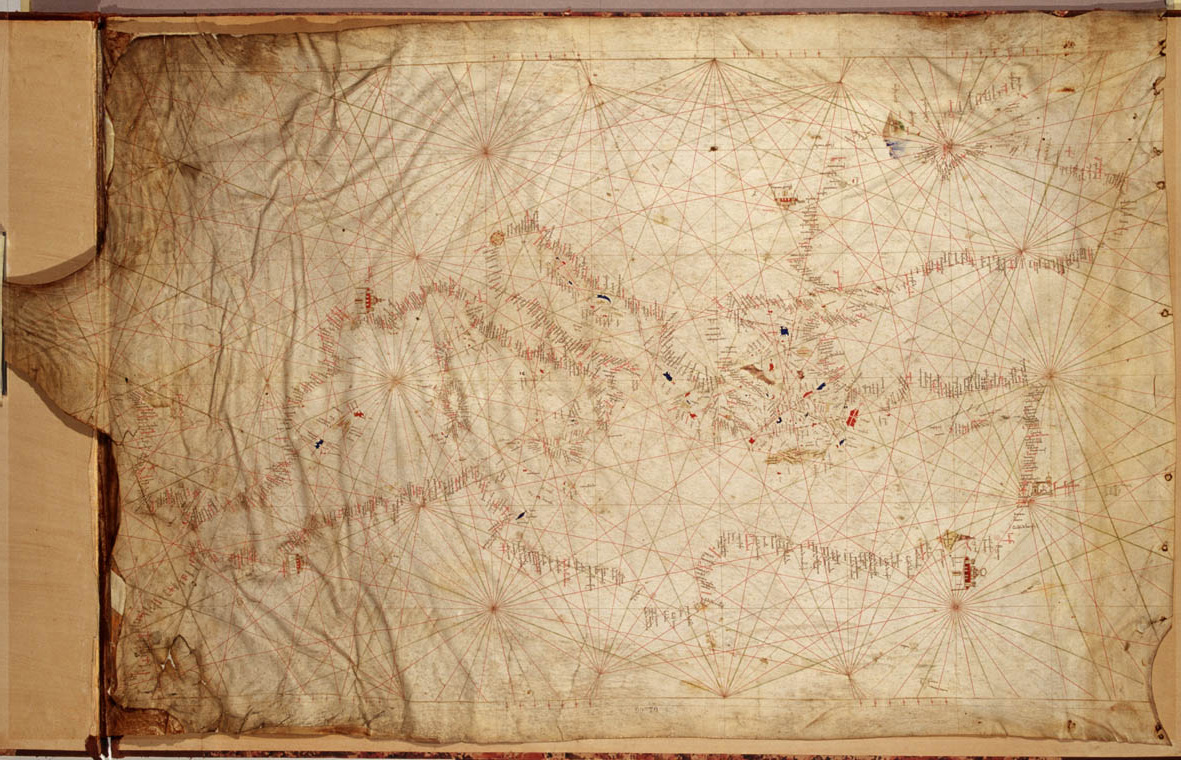
"Венеційська карта" (It.IV,1912), Бібліотека Марціана, Венеція.
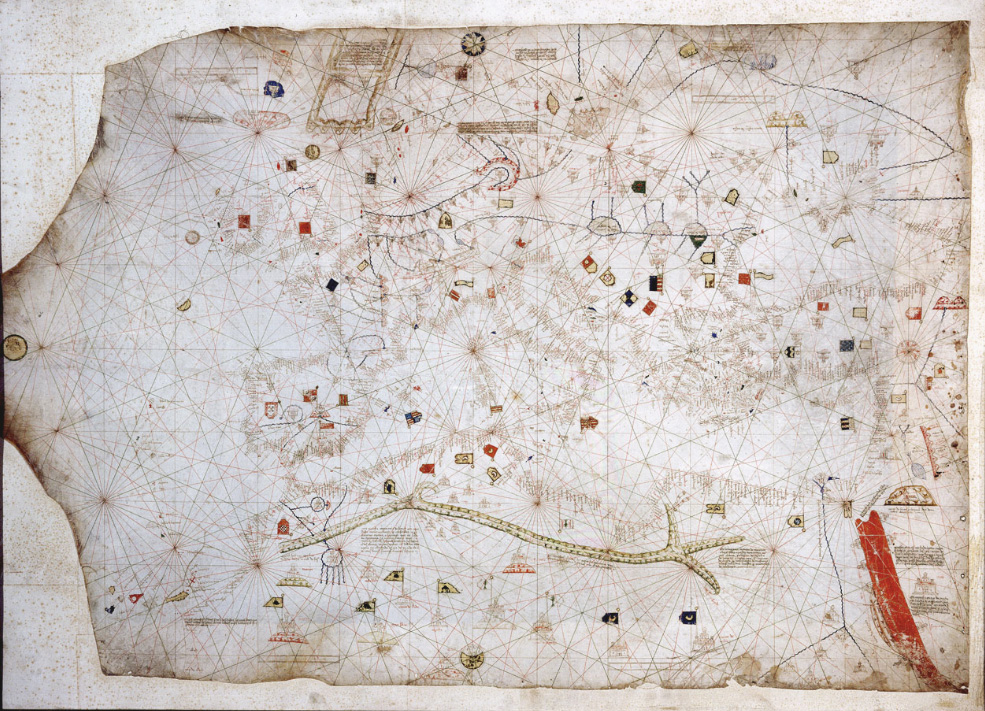
"Неаполітанська карта" (XII.D102), Національна бібліотека Віктора Іммануїла, Неаполь.
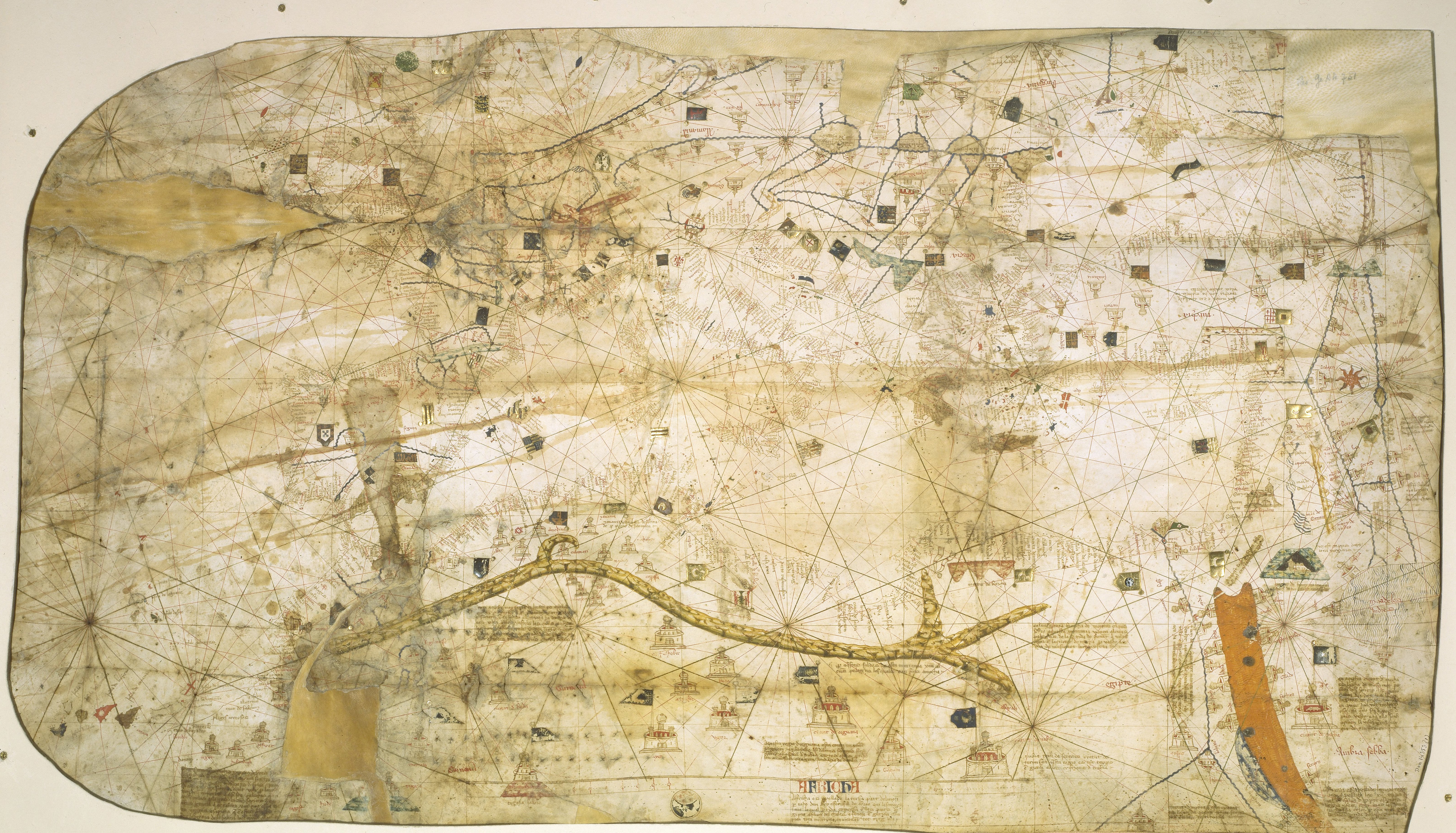
"Паризька карта" (AA751), Національна бібліотека Франції, Париж.
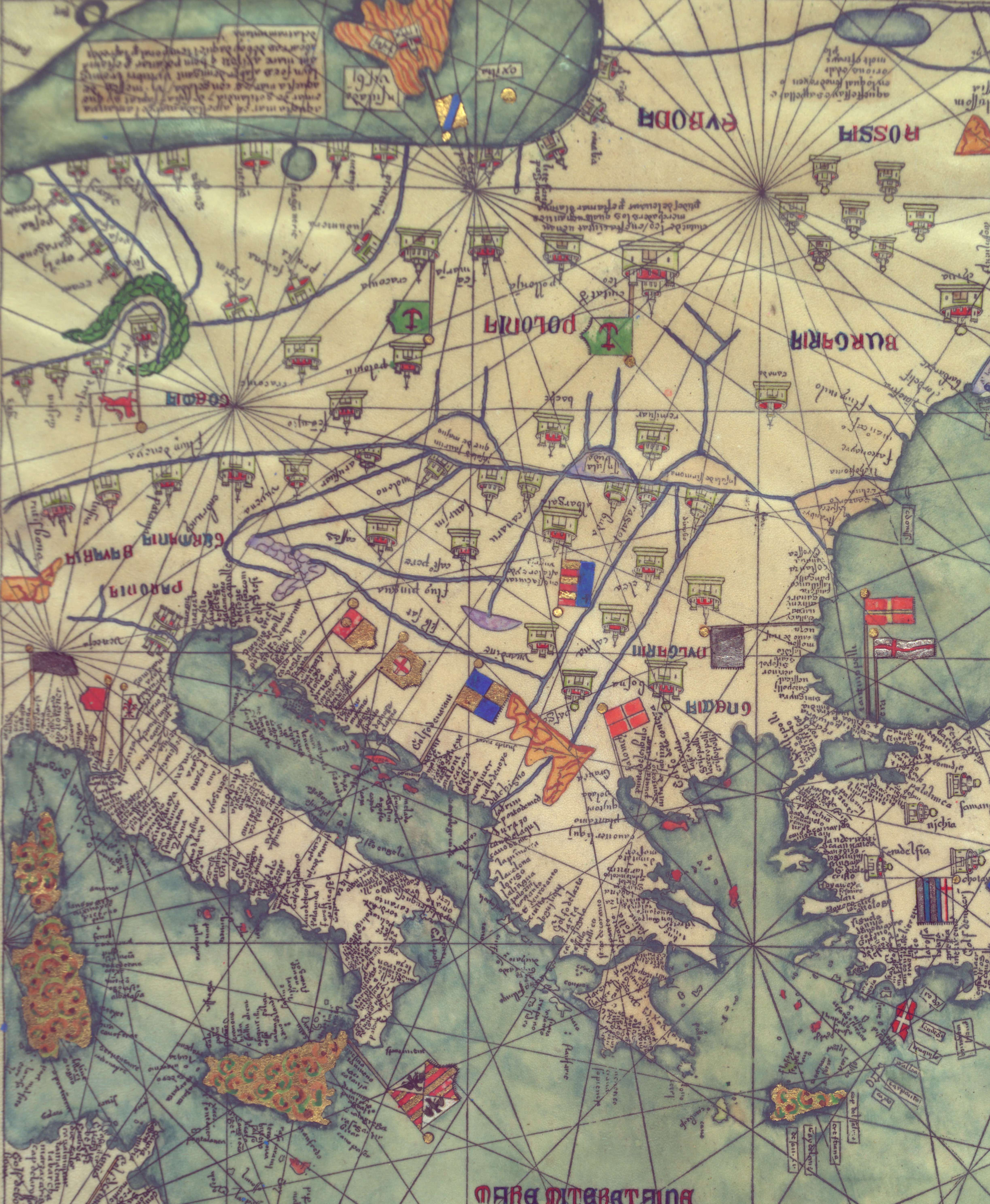
Авраам та Єгуда Крескеси. Деталь Каталанського атласу -  Східна Європа (орієтована горою на північ)